# 富安省
富安省（越南语：／）是原越南中南沿海地區的一个省，省莅绥和市。

## 地理
富安省北接平定省，南接庆和省，西接多乐省、嘉莱省，东临南中国海。

## 历史

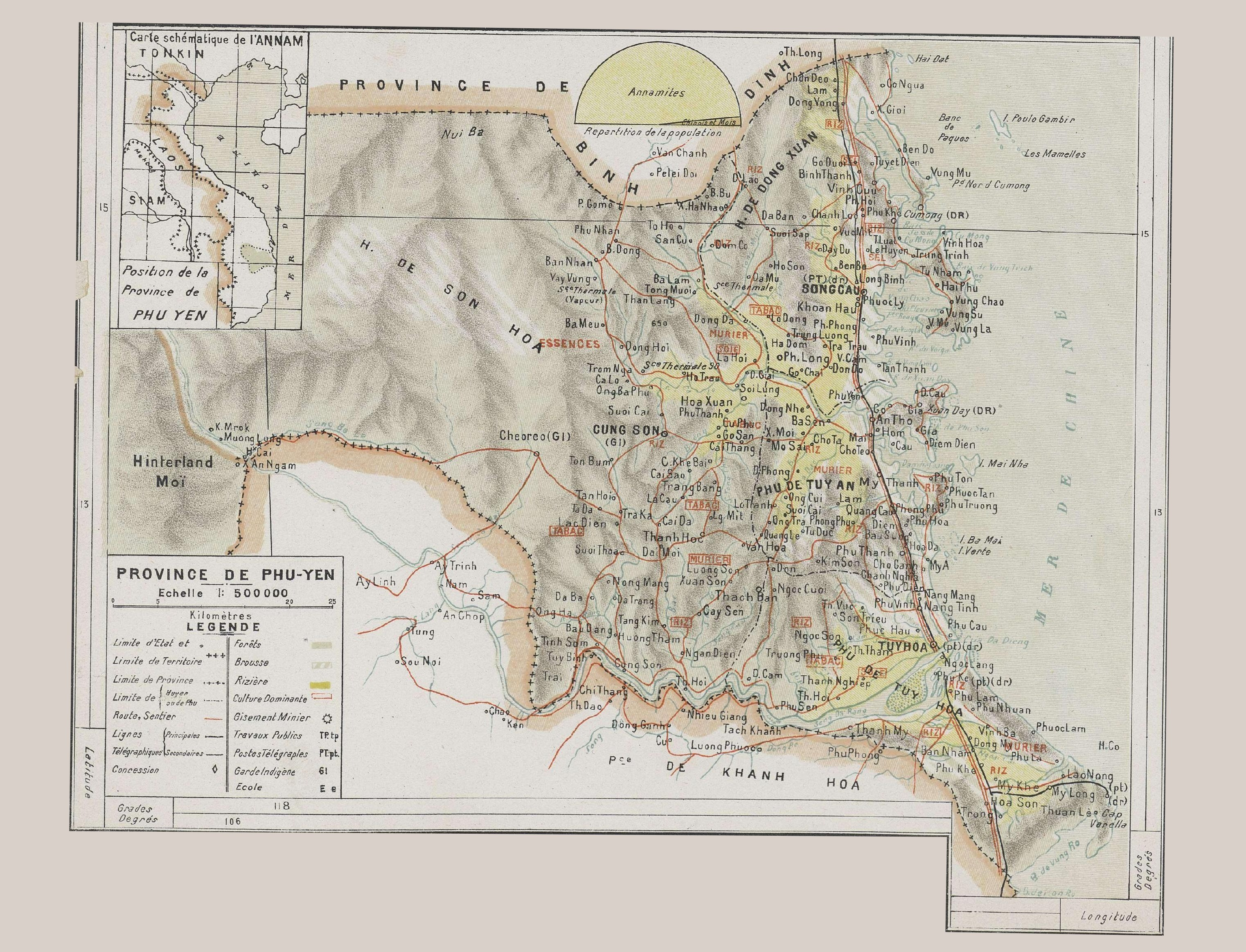
法属印度支那时期的富安省地图

### 法属时期
1892年（成泰四年）七月，以富安省上游地势延袤、山林修阻、棍徒多由此啸聚，防缉难周，乃将上游坊邑分置山春、山平、山乐三总，设为山和县，以云和社为县莅。
1899年（成泰十一年）三月，钦使大臣以山和县地势广袤，摘绥安府之春台总分设春台、春平二总，与春山上总改为春烽总，设立同春县，隶属绥安府。升绥和县为绥和府，领和多、和平、和美、和乐、和修五总。辖山和县，领山乐、山春、山祥、山平四总。
1900（成泰十二年）七月，摘山和县山祥总十二村设为和祥村，隶绥和府，八村隶绥安府。又以山祥总四村并山平总等社村设为山祥总。山和县领山祥总九村（Phu-Tieng，Cam-Thach，Qui-Hau，Thach-Bang，Phong-Hau，Thach-Thanh，Vinh-Thanh，Lac-My，Thanh Nghiep）、山平总十三村（Thanh-Hoi，Tong-Binh，Cung-Son，Nhieu-Giang，Cuu-Thang，Tinh-Son，Tuy-Binh,Tan-Binh,Ngan-Dien,Tan-Hoi,Tan-An,Tan-Hoa,Phu-Son）、山春总十村（Phuoc-Hoa,Phong-Cao,Xuan-Son,Van-Hoa,Luong-Son,Hoa-Xuan,Truong-Trinh,Truong-Hoa,Trung-Thanh,Hoa-Loc）、山乐总十一村（La-Giang, Lac-Thanh，Thach-Binh，Hinh-Son，Lac-Diem，Truong-Lac，Lac-Phong，Lac-Hiem，Lac-Sanh，Lac-Dao）。

### 越南统一后
1976年2月，庆和省和富安省合并为富庆省，富安省区域包括绥和市社、同春县、西山县、绥安县、绥和县1市社4县。
1977年3月10日，富庆省绥安县、同春县和西山县4社合并为春安县，绥和市社并入绥和县。
1978年9月22日，富庆省绥和县析置绥和市社，春安县分设为绥安县和同春县，春安县3社划归西山县管辖。
1981年9月5日，富庆省绥和县6社划归绥和市社管辖。
1984年12月27日，富庆省西山县分设为馨江县和山和县。
1985年6月27日，富庆省同春县析置虬江县。
1989年6月30日，富庆省恢复分设为富安省和庆和省，富安省下辖绥和市社、同春县、山和县、虬江县、馨江县、绥安县、绥和县1市社6县，省莅芽庄市。
2002年1月31日，绥和市社析置富和县。
2005年1月5日，绥和市社改制为绥和市；绥安县1社、绥和县1市镇划归绥和市管辖。
2005年5月16日，绥和县分设为东和县和西和县。
2009年8月27日，虬江县改制为虬江市社。
2013年3月11日，绥和市被评定为二级城市。
2019年3月4日，虬江市社被评定为三级城市。
2020年4月22日，东和县改制为东和市社。
2025年7月1日併入多樂省後走入歷史。

## 行政區劃
富安省下轄1市2市社6縣，省莅绥和市。
- 綏和市（Thành phố Tuy Hòa）
- 東和市社（Thị xã Đông Hòa）
- 虬江市社（Thị xã Sông Cầu）
- 同春縣（Huyện Đồng Xuân）
- 富和縣（Huyện Phú Hòa）
- 馨江縣（Huyện Sông Hinh）
- 山和縣（Huyện Sơn Hòa）
- 西和縣（Huyện Tây Hòa）
- 綏安縣（Huyện Tuy An）

## 外部連結
- 富安省电子信息门户网站 （页面存档备份，存于）（越南文）